# Перловник поникший
Перло́вник пони́кший (лат. Mélica nútans) — многолетнее растение; вид рода Перловник, длиннокорневищный злак.

## Ботаническое описание
Многолетнее растение. Корневище горизонтальное, тонкое, ползучее, разветвлённое, иногда образует рыхловатые дерновинки. Высота стеблей 20—60 см.
Листья тонкие, 2—5 мм шириной, зелёные или тёмно-зелёные, сверху коротко опушённые или голые, снизу голые или с шипиками по жилкам, тонкоребристые. Листовые влагалища шершавые, их цвет пурпурный. Язычки коричневые, короткие (не более 0,1 мм).
Соцветие — однобокая кисть или кистевидная метёлка. Колоски длиной 6—8 мм, в числе от 3 до 15, расставлены на тонких поникающих ножках. Колосковые чешуи фиолетово-пурпурного цвета, по краю с белой плёнкой. Нижние цветковые чешуи с выступающими жилками, 6—7,5 мм длиной, с тонкими шипиками и короткими щетинками. В каждом колоске обычно два плодущих цветка, а между ними — светлый придаток из недоразвитых цветков, который после созревания плодов становится хрящевато-мясистым.

## Распространение и экология
Цветёт с мая по июнь. Произрастает в тенистых местах, преимущественно в сосновых лесах в Евразии от присредиземноморской до бореальной полосы.
Растёт в лесах разного типа, на вырубках, среди кустарников. Обычен для всей территории произрастания.
Плоды, как и у других видов рода Перловник, распространяются муравьями.

## Классификация

### Синонимы
- Aira nutans Weber
- Dalucum nutans Bubani
- Melica montana Huds.
- Melica nutans subsp. amurensis Prob.
- Melica nutans f. fissurae (Nyár.) Papp & Beldie
- Melica picta f. fissurae Nyár.
- Poa nutans (L.) Clairv. (nom. illeg.)

По данным The Plant List на 14.1.2012.